# Confédération d'Amérique centrale
La confédération d’Amérique centrale était une confédération regroupant le Salvador, le Honduras et le Nicaragua entre 1842 et 1846, dans le but d’uniformiser certains aspects de leurs politiques, d’élaborer une politique extérieure commune et d’instaurer un pouvoir législatif, exécutif et judiciaire. 
La confédération fut créée officiellement le 17 juillet 1842, lors de la convention de Chinandega. Cet accord fut le premier d’une longue série, tout au long du XIXe siècle, pour réunir les États d’Amérique centrale. Le Guatemala et le Costa Rica furent invités à Chinandega. Cependant le Guatemala n’adhéra pas à ce pacte, et le Costa Rica n'y adhéra qu’à certaines conditions le 6 décembre 1843 avec quelques propositions afin de modifier l’accord. Dans les faits, le Costa Rica ne fut pas considéré comme adhérent.
En mars 1844, les États se réunirent à San Vicente. Le Costa Rica nomma des délégués, mais aucun ne fut envoyé en raison des désaccords sur son adhésion. La confédération nomma Juan José Cañas comme chef exécutif suprême, mais chaque pays conservait son propre chef d’État. Les pouvoirs de Cañas, puis de Fruto Chamorro Pérez, son successeur, étaient pratiquement inexistants.
La vie de la confédération fut brève et aléatoire. Le Royaume-Uni refusa de la reconnaître, ses relations avec le Guatemala voisin étant très tendues, et une violente guerre se déclencha entre les trois États confédérés. En 1845, Chamorro proposa un nouveau pacte aux trois États, mais cela n’aboutit à aucun accord. La confédération prit fin en 1846.